# Le Chant des cygnes
Singles de Indochine
Nos célébrations
(2020) La belle et la bête
(2024)
Le Chant des cygnes est une chanson du groupe de rock français Indochine sortie le 14 juin 2024, en tant que premier single de leur quatorzième album Babel Babel.

## Composition et enregistrement
La chanson est composée par Nicola Sirkis et Olivier Gérard et écrite par Nicola Sirkis.
Certains passages de la chanson sont chantés par des chœurs où parmi les noms figurent des membres de la famille de Nicola Sirkis notamment Théa, Jules, Alice-Tom et Lou Sirkis.

## Clip vidéo
Publié le même jour que le single, le clip, réalisé par Laura Marciano, met en avant les membres du groupe sur une scène devant des personnes qui dansent. On voit également de jeunes adolescents et enfants chanter à bord d'un 4x4 qui circule en ville, et par moments, en forêt.

## Utilisation
La chanson est retravaillée et utilisée par la chaîne de télévision TF1 pour son habillage de l'Euro de football 2024 dans différents jingles et lancements.